# Skjoldhøj Sogn
Skjoldhøj Sogn er et sogn i Århus Vestre Provsti (Århus Stift).
Efter at Skjoldhøj Kirke var indviet i 1984, blev Skjoldhøj Sogn samme år udskilt fra Brabrand Sogn, som i 1800-tallet hørte til Hasle Herred i Aarhus Amt. Brabrand-Sønder Årslev sognekommune var ved kommunalreformen i 1970 indlemmet i Aarhus Kommune.
I Skjoldhøj Sogn findes følgende autoriserede stednavne:
- Grydhøj (areal)
- Rætebøl (bebyggelse)
- Skjoldhøj Parken (bebyggelse)
- Todderup (bebyggelse)
- True Mark (bebyggelse)
- True (bebyggelse, ejerlav)